# 巴布科克街站
巴布科克街站（英語：Babcock Street station）是马萨诸塞湾交通局运营的绿线B支线的一座车站，设置在联邦大道中央，位于波士顿大学西校区。本站为无障碍车站，共有两个侧式站台，通向巴布科克街和普莱森特街。
联邦大道上的有轨电车自1896年以西端路面铁路的名义开始运行。该线曾经手多个运营方，并于20世纪60年代成为绿线B支线。原来的两个站点位于阿尔克恩街与普莱森特街，而前者于1975年前后搬至巴布科克街东侧。这两个站点的合并于2014年开始计划，并于2021年2月开始施工，最终于同年11月15日启用。

## 车站布局
巴布科克街站位于联邦大道中央、哈利·阿甘尼斯路和巴布科克街之间。该站有两个225英尺（69米）长侧式站台，位于一个720英尺（220米）长的地块中央，并设有人行道联通站台和两条街道。每个站台有一个150英尺（46米）长的雨棚，两侧设有波浪形的色板作为装饰。

## 历史

### 有轨电车服务
西端路面铁路在19世纪80年代中期在联邦大道的中线建设了一条电车线路。州长广场（现肯莫尔广场）与联合广场之间的服务自1896年5月18日开始运营，并于当年晚些时候延伸至诺南顿广场。这一服务于1897年11月8日与特雷蒙特街隧道联通。波士顿高架铁路公司自1897年10月1日其租借了西端路面铁路并持续延伸。联邦大道上从布莱顿大道到栗山大道的线路由波士顿高架铁路于1900年5月26日开通，并开通了从雷克街经联邦大道前往波士顿市区的服务。诺南顿广场线在1912年延伸至沃特敦车场，并在此后的半个世纪继续运行。
1915年8月18日，新的勇士运动场开始运营，其包含了一条位于盖弗尼街和巴布科克街之间的环形线路和一个预付费车站，使电车可以直接驶入运动场。这条环形线路也用于芬威球场在波士顿红袜队比赛期间以及高峰期间的列车折返。1945年11月之后，白天和周六也排有列车折返时刻。这一环形线路在比赛期间被充分使用。在1948年世界大赛期间，公园街和勇士运动场之间的列车间隔曾达到45秒。波士顿大学于1953年购买了勇士运动场，而勇士队随后也转移至密尔沃基。波士顿大学希望将环形铁路的区域用作其他用途，并在多年的要求之下于1962年1月15日废止了这条线路。这一区域曾于1921年被规划为换乘站，可换乘前往莱希米尔站的列车，但规划于次年移至哈佛大道西侧，最终亦没有实施。
波士顿高架铁路于1947年被都会交通局取代，并于1964年由现在的马萨诸塞湾交通局取代。马萨诸塞湾交通局于1965年将剩下的有轨电车线路统称为绿线。1967年，沃特敦线正式命名为绿线A支线，雷克街（波士顿学院）线则命名为B支线。A支线的服务于1969年6月21日结束，使位于此地的车站只服务于B支线。

### 车站合并

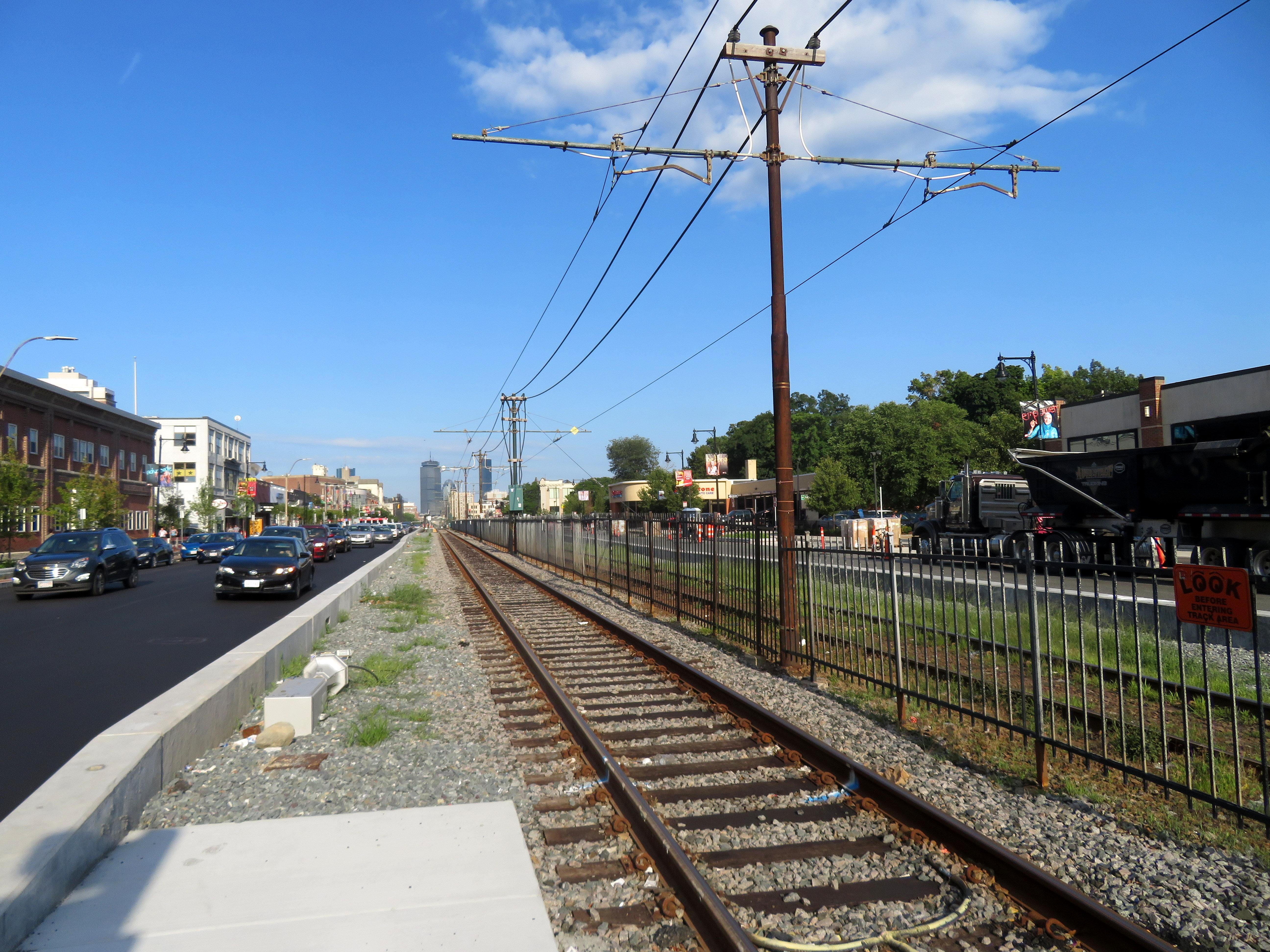
2019年7月，替代车站早期施工完成

2014年10月，马萨诸塞湾交通局主持会议商讨将波士顿大学西校区的波士顿大学西站、圣保罗街站、普莱森特街站和巴布科克街站合并。这四座车站目前都不是无障碍车站，且前两站之间及后两站之间距离较近。马萨诸塞湾交通局计划将这四座车站合并成两座无障碍车站，以同时减少B支线停站数量，加快运行速度。替代普莱森特街站和巴布科克街站的新车站位于普莱森特街站以西，联邦大道与巴布科克街路口以东，站名继承巴布科克街站之站名，建成后原巴布科克街站及普莱森特街站将停运。
由于联邦大道路段施工工程延误，合并工作也被延迟。 截至2019年8月年，新车站的建筑工程原预计于2020年1月开工，实际于2021年2月开工，并预计于2021年底完工。